# Johann Grode
Georg Johann Grode (* 25. Februar 1801 in Gabsheim; † 3. Juni 1883 in Gau-Odernheim) war ein hessischer Gutsbesitzer und liberaler Politiker und Abgeordneter der 2. Kammer der Landstände des Großherzogtums Hessen.
Johann Grode war der Sohn des Gutsbesitzers und Landtagsabgeordneten Johann Conrad Grode (1766–1832) und dessen Ehefrau Maria Josepha, geborene Karl. Grode, der katholischen Glaubens war, war Gutsbesitzer in Gabsheim und dann in Gau-Odernheim und heiratete Barbara geborene Gardt.
Von 1834 bis 1841 und erneut 1847 bis 1849 gehörte er der Zweiten Kammer der Landstände an. Er wurde zunächst für den Wahlbezirk Rheinhessen 5/Nieder-Olm-Bretzenheim und dann den Wahlbezirk Rheinhessen 1/Alzey gewählt.